# Heliastus obesus
Heliastus obesus är en insektsart som beskrevs av Henri Saussure 1884. Heliastus obesus ingår i släktet Heliastus och familjen gräshoppor. Inga underarter finns listade i Catalogue of Life.